# Pepper (gebouw)
Pepper is een woon- en winkelcomplex aan de Haarlemmerweg in Amsterdam Oud-West.
Hier werd in de jaren tien van de 21e eeuw begonnen met de herontwikkeling van een kantorenpark tot woonwijk. Op de smalle strook tussen de Haarlemmerweg (enerzijds) en volkstuinen en het Westerpark anderzijds werden vier woontorens neergezet. Er werd daarop volop beton gerecycled, voor het eerste project De voortuinen werd zelfs het casco hergebruikt. Pepper werd neergezet tussen de gebouwen Salt en Blend. Voor de gebouwen moesten buiten gebruik geraakte bankgebouwen gesloopt worden. Er kwam een diepe bouwput en vervolgens ging men aan de slag.
Pepper werd daarbij ontworpen door Elephant Studio van Menno Kooistra. Het is de kleinste van de vier en staat volledig in de schaduw van Salt van MVRDV, die ook de buurtplattegrond verzorgde. Architectuurcriticus Jaap Huisman omschreef het als mysterieus en intiem, benadrukt door haar donkere kleurstelling. Pepper lijkt daarbij vanaf de Haarlemmerweg op een gladde kubus, waar onregelmatig balkons als cantilever (eenzijdige ophanging) uitsteken. Die kubusvorm wordt ongedaan gemaakt aan de kant van het Westerpark, daar hangt een grote overstek boven het niets. De balkons, waarvan het formaat is afgestemd op de wensen van bewoners, staan soms loodrecht op de gevel, maar soms ook schuin; op die balkons zijn ruimten gecreëerd voor groenvoorzieningen. 
Huisman was kritisch op deze nieuwe bebouwing; hij vond het “verkeerd complex op de verkeerde plek”. Blend en buurpanden overheersen in zijn ogen de bebouwing van de zuidelijk gelegen Gibraltarbuurt en ook het groen van de aansluitende volkstuincomplexen en het Westerpark kwam door de nieuwbouw minder tot zijn recht.
De bouw door J.P. van Eesteren liep van augustus 2020 tot in 2023, waarbij het hoogste punt in januari 2023 werd bereikt. Elephant omschreef het zelf als "Rots in de branding".

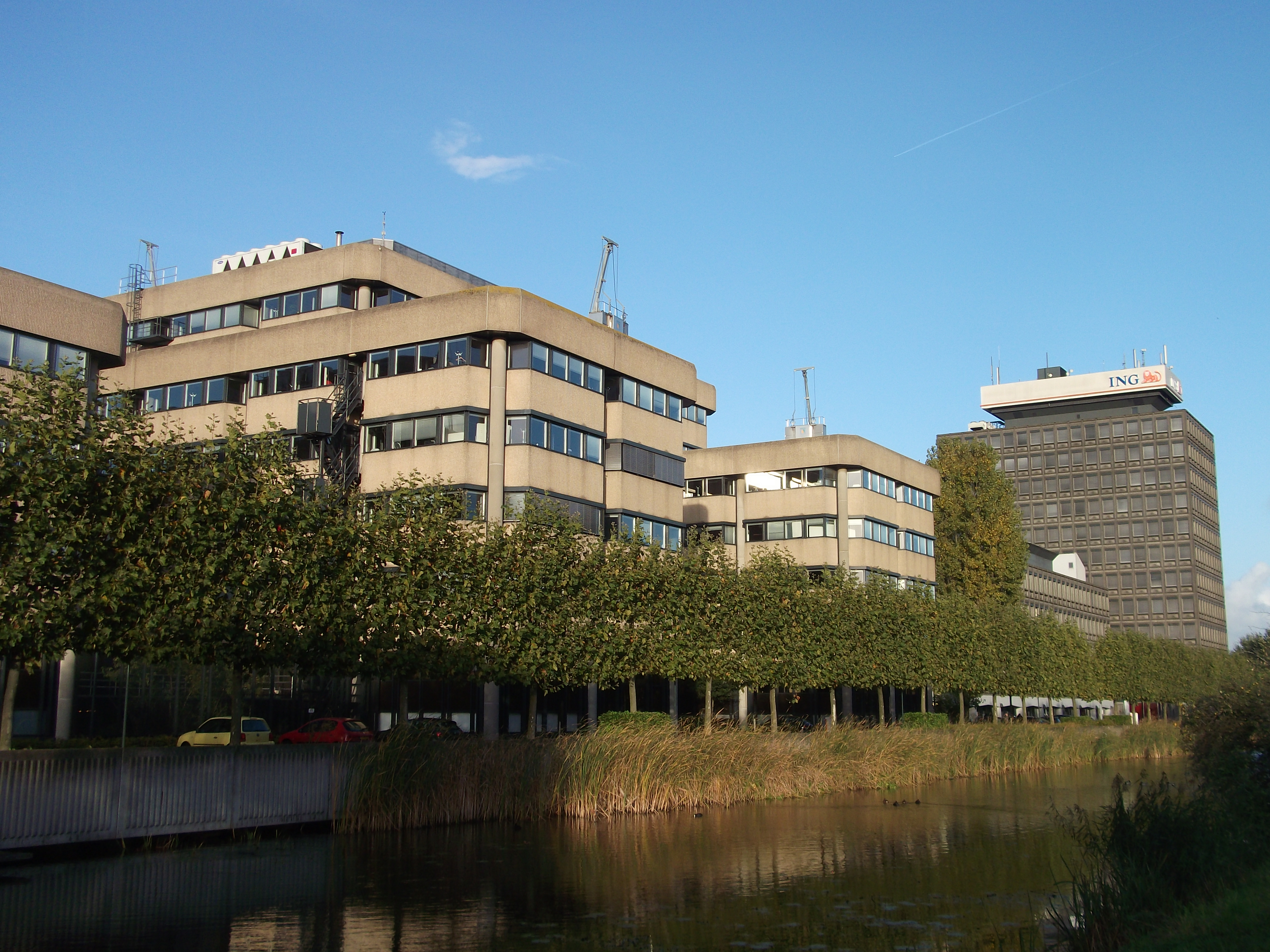
Donkere toren van RPS en ING in 2014